# 蓋瑞特·克羅薛
蓋瑞特·諾蘭·克羅薛（英語：Garrett Nolan Crochet，/kroʊˈʃeɪ/，1999年6月21日—），為美國職棒大聯盟的投手，目前效力於波士頓紅襪。他是大聯盟6年來首位選秀完同年便升上大聯盟的選手。

## 職業生涯

### 芝加哥白襪
2020年大聯盟選秀，白襪在首輪第11順位選進克羅薛。
2020年9月18日，克羅薛為2020年選秀首位登上大聯盟的球員。他是大聯盟史上第22位跳過小聯盟直升大聯盟的選手，也是繼2014年的布蘭登·芬尼根後，首位同年選秀即升上大聯盟的投手。整季他出賽5場比賽，沒有失分。2020年美國聯盟外卡系列賽第三場，克羅薛從牛棚出發。不過他在比賽中前臂緊繃退場，最後白襪輸球遭到淘汰。
2021年，克羅薛迎來大聯盟首個完整賽季。整季他繳出2.82的防禦率，並送出65次三振。2022年，他因為進行湯米約翰手術導致球季報銷。
2023年，克羅薛傷癒回歸。但整季他僅出賽12場比賽，繳出3.55的防禦率。2024年，他獲選為白襪隊開幕戰先發投手。而他也首度入選明星賽。

### 波士頓紅襪
2024年12月12日，紅襪隊用Braden Montgomery、Kyle Teel、Chase Meidroth、Wikelman Gonzalez換到克羅薛。

## 外部連結
- 球員資訊和成績在MLB ，ESPN ，Retrosheet ，Baseball Reference ，Baseball Reference (Minors) ，Fangraphs ，The Baseball Cube （英文）